# Tilapia sp. nov. 'jewel'
Tilapia sp. nov. 'jewel' là một loài cá thuộc họ Cichlidae. Nó là loài đặc hữu của Cameroon.